# Фумане
Фумане је насеље у Италији у округу Верона, региону Венето.
Према процени из 2011. у насељу је живело 2557 становника. Насеље се налази на надморској висини од 181 м.

## Становништво
Према резултатима пописа становништва 2011. у општини је живело 4.151 становника.
| 1951. | 1961. | 1971. | 1981. | 1991. | 2001. | 2011. |
| ----- | ----- | ----- | ----- | ----- | ----- | ----- |
| 3.887 | 3.564 | 3.518 | 3.412 | 3.425 | 3.816 | 4.151 |